# Ana María Romero de Campero

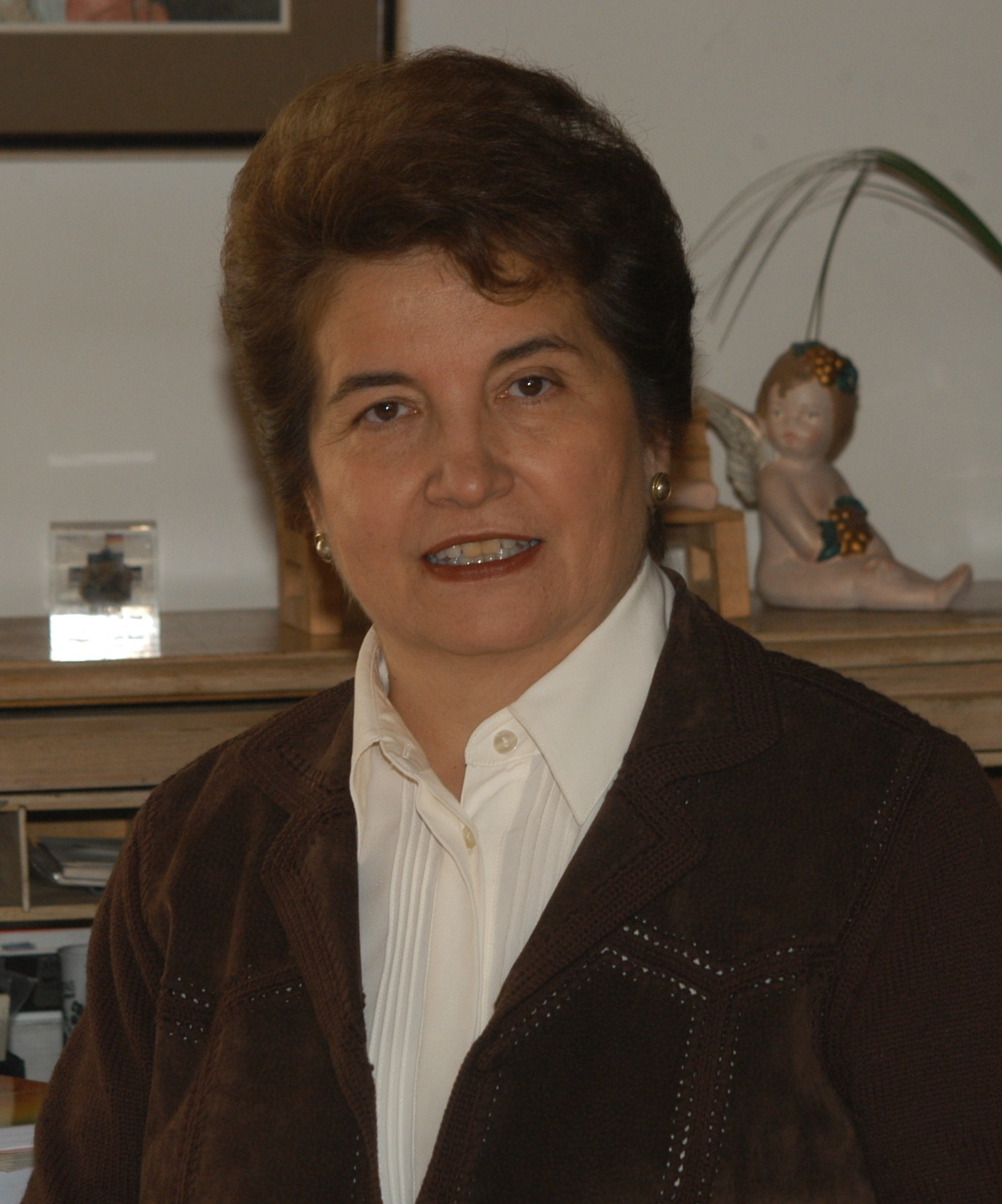
Ana Maria Romero de Campero

Ana María Romero de Campero (29 tháng 6 năm 1941 – 26 tháng 10 năm 2010) là một nhà báo, nhà văn, nhà hoạt động xã hội chính trị người Bolivia và là nhân vật công chúng có ảnh hưởng ở đất nước của mình. Bà là Thanh tra Nhân quyền đầu tiên (Defensor del Pueblo) (nhiệm kì từ 1998–2003) của Bolivia và là Chủ tịch Thượng viện Bolivia tại thời điểm bà qua đời. Ana María Romero đã cống hiến cuộc đời của mình để thúc đẩy dân chủ và nhân quyền với những mối quan tâm đặc biệt cho những người thiệt thòi nhất trong xã hội Bolivia.

## Gia đình và tiểu sử
Ana Maria Romero de Campero was được sinh ra ở La Paz, Bolivia trong một gia đình trung lưu với những tư tưởng tự do. Bà được đặt tên thánh là Ana Maria de las Nieves (Ana Maria of the Snows) do cơn bão tuyết bất thường diễn ra vào ngày sinh của bà. Tuy nhiên, trong suốt cuộc đời và hoạt động công cộng của mình, bà đã sử dụng các biến thể khác nhau của tên bà mà được bà giải thích như sau: Ana Maria Romero là tên thời con gái của bà; Ana Maria Romero de Campero tên bà khi đã kết hôn và là tên được đăng ký trên chứng minh nhân dân của bà; tên báo chí của bà là Ana Maria Campero; và Anamar là tên thời chiến tranh của bà.